# Gadala (Cameroun)
Pour les articles homonymes, voir Gadala.
Gadala est un village du Cameroun situé dans le département du Mayo-Tsanaga et la Région de l'Extrême-Nord, en pays Mafa, à proximité de la frontière avec le Nigeria. Il fait partie de la commune de Mokolo.
On y parle le buwal (ou gadala), une langue tchadique.